# Carlos Frontaura y Vázquez
Carlos Frontaura y Vázquez (Madrid, c. 1834-Madrid, 1910) fue un periodista, escritor, editor y político español.

## Biografía
Nacido en Madrid hacia 1834, escribió un gran número de producciones dramáticas, novelescas, de crítica, de costumbres y de enseñanza infantil. También ejerció cargos públicos y actuó como representante de empresas y sociedades de carácter particular. Fue redactor en Madrid de El Reino (1857), La Educación Pintoresca (1857), El Día (1858), director de El Grillo (1859), de El Cascabel (1863-1875), La Cosa Pública (1869), Los Niños y La Dinastía, diario de Barcelona. También colaboró activamente El Museo Universal en La Ilustración Española y Americana, La Ilustración Artística, La Ilustración Católica, La Época, La Primera Edad, La Lidia (1894), Blanco y Negro, La Gran Vía, La Risa, La España, El Estado, El Gobierno, La Casa Pública, Gente Vieja, El Día (1895), El Gato Negro (1898) y Pluma y Lápiz (1903). Manuel Ossorio y Bernard destaca principalmente de toda esta carrera periodística su etapa como director de El Cascabel y su papel como fundador de Los Niños.
| El director de El Cascabel no llegó a ministro, cuanto y más á Rey; le sucedió lo que á muchos literatos verdaderos, que se cansan de cobrar poco y se meten á políticos. El verdadero literato rara vez es un buen político, de los que se usan. Para un Castelar, que es un buen literato y buen político, hay mil escritores que en cuanto se meten en política de once varas se achican, pierden pie y... se resellan. [...] En vez de entregarse a Dios, se había entregado al Sr. Cánovas. Era gobernador. —Leopoldo Alas «Clarín», Mezclilla, 1889. |

Entre sus cargos «periodístico-administrativos» figuró el de director de la Gaceta de Madrid (1885); más tarde pertenecería a la Asociación de la Prensa de Madrid, desde 1896 hasta al menos 1903. Manuel Baquero Goyanes le considera vinculado al «costumbrismo satírico» y Enrique Rubio Cremades le considera a caballo entre el cuento y el cuadro de costumbres.

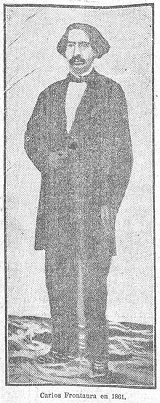
Carlos Frontaura hacia 1861

Cultivó diversos géneros literarios, con obras de teatro como Un caballero particular, En las astas del toro o Desde el cielo, entre otras. Entre sus novelas y libros de crítica social se encuentran Las madres, Sermones de Doña Paquita, Doce maridos, Las tiendas y El caballo blanco. La parte más importante de su producción literaria tuvo lugar a finales del siglo XIX. Es obra suya también el libro de cuentos La buena senda. Cuentos (1892).
También fue político, de la mano de Cánovas del Castillo, ejerciendo el cargo de gobernador en distintas provincias, además del de oficial mayor de la presidencia. Falleció el 19 de octubre de 1910, en el momento de su muerte era delegado en Madrid de la Sociedad La Catalana. Políticamente fue definido como «moderado» y «conservador» y desde El Cascabel habría contribuido a la Restauración. Se ha afirmado que era muy apreciado por Cánovas. Estuvo casado con Eloísa Fernández Montoya. Falleció en Madrid el 19 de octubre de 1910.